# Xinghuaying Nongchang
Xinghuaying Nongchang (kinesiska: 杏花营农场, 杏花营农场乡) är en socken i Kina. Den ligger i provinsen Henan, i den centrala delen av landet, omkring 47 kilometer öster om provinshuvudstaden Zhengzhou. Antalet invånare är 12 947. Befolkningen består av 6 286 kvinnor och 6 661 män. Barn under 15 år utgör 26,0 %, vuxna 15-64 år 67 %, och äldre över 65 år 6,0 %.
Genomsnittlig årsnederbörd är 681 millimeter. Den regnigaste månaden är juli, med i genomsnitt 182 mm nederbörd, och den torraste är januari, med 4 mm nederbörd.